# Walter R. Tucker
Walter Rayford Tucker III (ur. 28 maja 1957 w Compton) – amerykański polityk, członek Partii Demokratycznej.

## Działalność polityczna
Od 1991 do 1992 był burmistrzem Compton. Następnie od 3 stycznia 1993 do rezygnacji 15 grudnia 1995 przez dwie kadencje był przedstawicielem 37. okręgu wyborczego w stanie Kalifornia w Izbie Reprezentantów Stanów Zjednoczonych.